# Arpsdorf
Arpsdorf er en kommune og en by i det nordlige Tyskland, beliggende i Amt Mittelholstein i den sydlige del af Kreis Rendsborg-Egernførde. Kreis Rendsborg-Egernførde ligger i den centrale del af delstaten Slesvig-Holsten.

## Geografi
Arpsdorf ligger ved udkanten af Naturpark Aukrug omkring 8 km sydvest for Neumünster ved floden Stör. Mod øst løber Bundesautobahn 7 fra Hamborg mod Kiel, mod nord Bundesstraße 430 fra Neumünster mod Meldorf.
Banegården, der lå ved jernbanen Hamborg-Altona-Kiel, er nedlagt.